# Nieuw Kasteel van Petegem

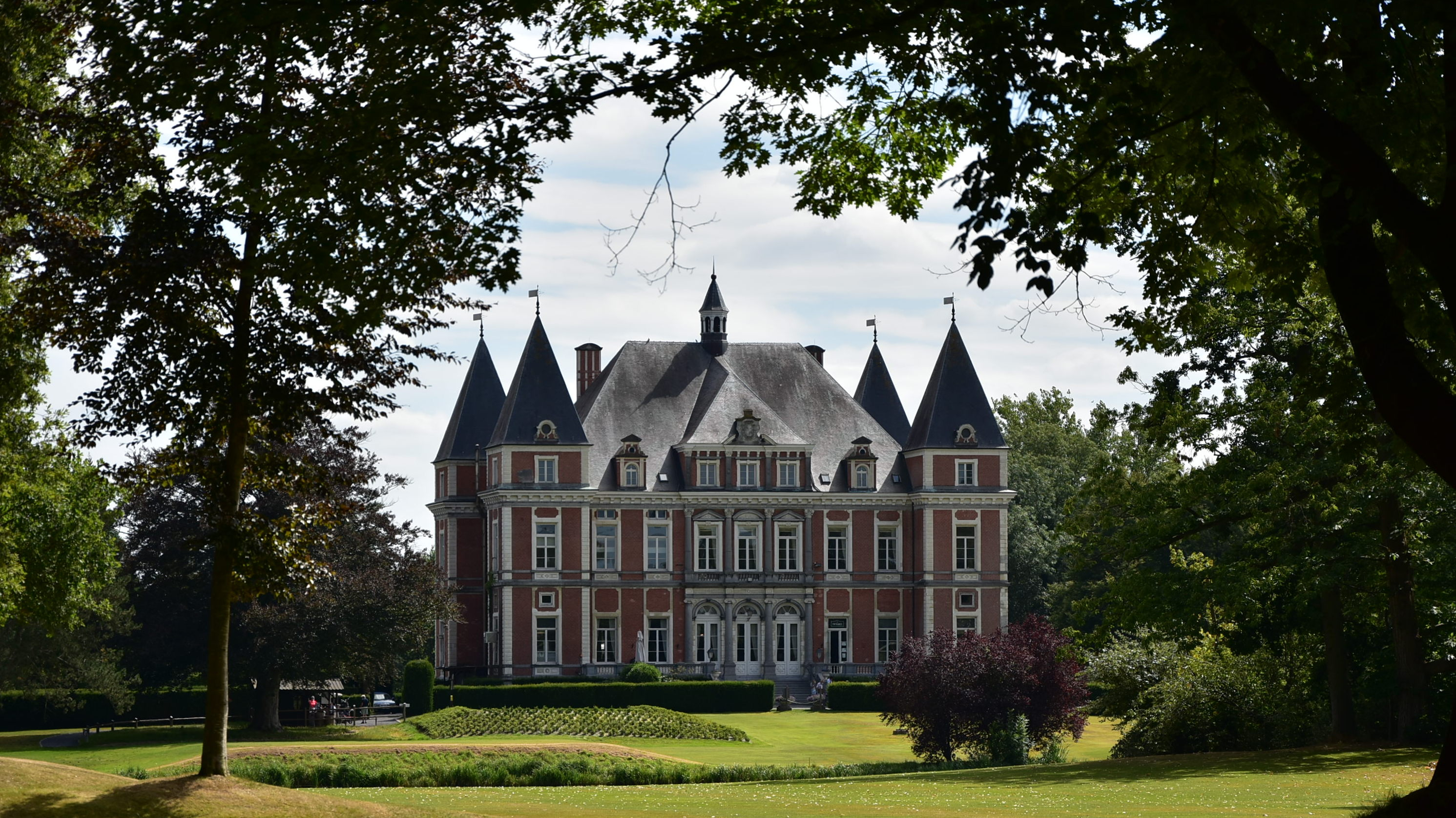
Het Nieuw Kasteel van Petegem

Het Nieuw Kasteel van Petegem is een kasteel in Petegem-aan-de-Schelde (Wortegem-Petegem). 
Het werd in 1847 opgetrokken vlak bij het Oud Kasteel van Petegem naar het ontwerp van architect François Coppens uit Brussel. Het neoclassicistische en neo-renaissancekasteel werd gebouwd in opdracht van Baron August Pycke de Peteghem. 
Het kasteel ligt in een groot park met vijver dat sinds de jaren 70 onderdak biedt aan de Royal Golf Club Oudenaarde. Op het domein ligt Het Anker, een oude Scheldemeander. Vanaf 1974 werd het Nieuw Kasteel van Petegem gehuurd als clubhuis en werden zeven bijkomende holes aangelegd in het kasteelpark. In 1994 werd het Nieuw Kasteel van Petegem definitief aangekocht door de golfclub en werden restauratiewerken uitgevoerd. Het kasteel werd in 2001 uitgebreid met een nieuwe aanbouw (zomerterras, secretariaat en golfshop die in 2017 werden vernieuwd) en in 2004 werd het kasteel opnieuw gerestaureerd. 

## Galerij

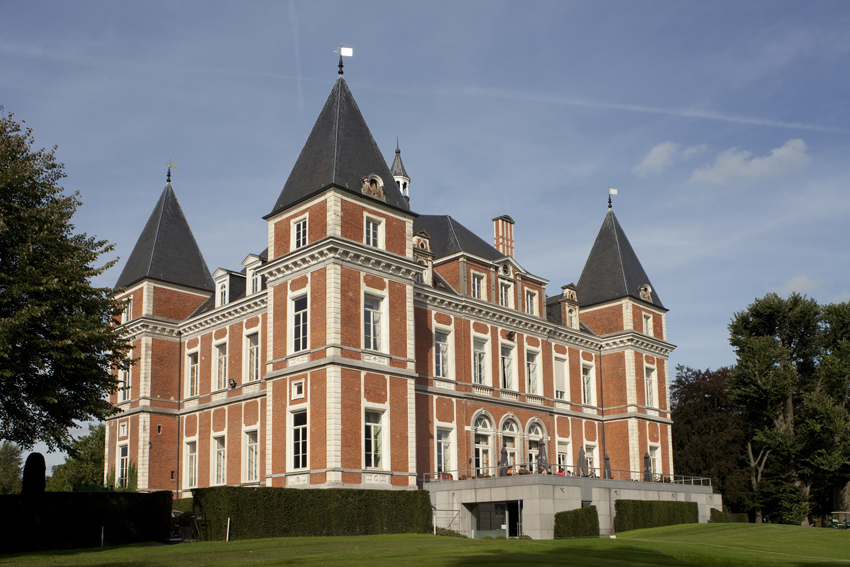
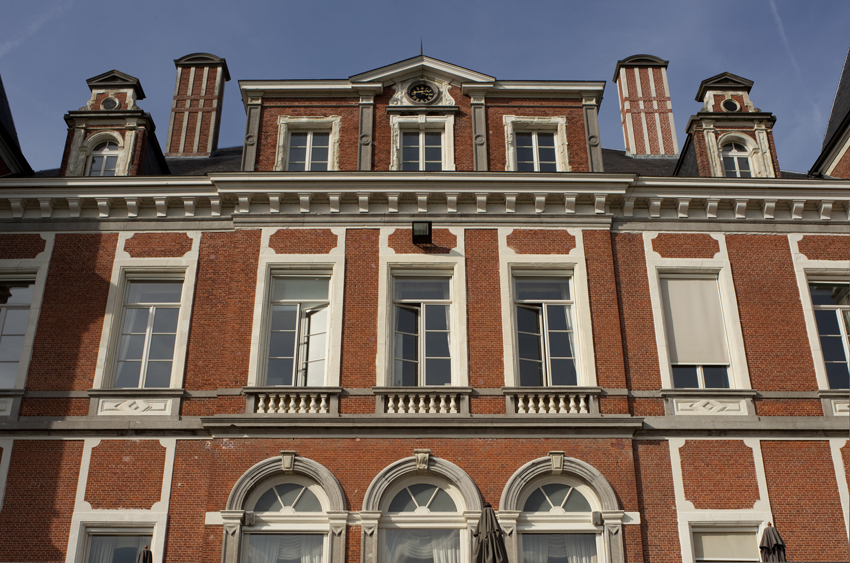
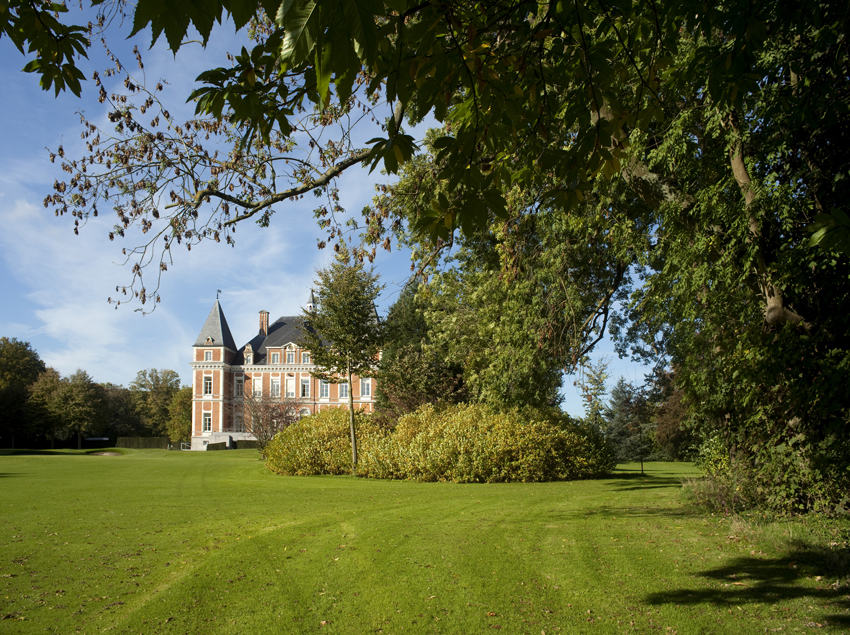
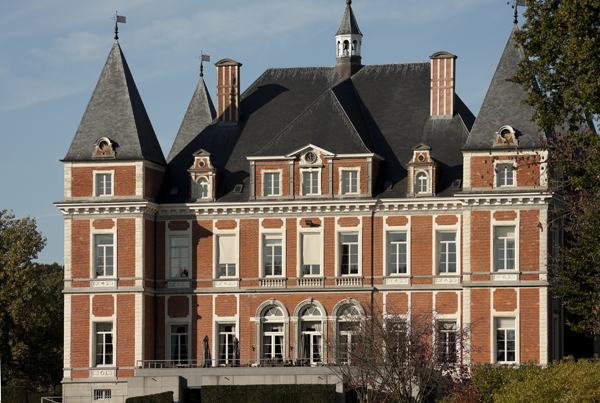